# 菅野光公
菅野 光公（かんの こうこう、1945年 - ）は、名古屋学院大学外国語学部教授、元日本石油USA副社長。

## 経歴
- 和歌山県生まれ
- 1969年 京都大学経済学部経済学科卒業（ボート部）、日本石油入社。
- 1989年 日本エネルギー経済研究所へ出向（～1993年）
- 1991年 未来資源研究所（ワシントン）客員研究員（～1992年11月）
- 1993年 日本石油USA副社長
- 1996年 日本エネルギー経済研究所付属アジア太平洋エネルギー研究センター研究部長代行
- 1998年11月 室蘭工業大学国際交流室助教授
- 2001年 京都大学大学院エネルギー科学研究科博士課程学修
- 2002年12月 室蘭工業大学国際交流室長・教授
- 2004年 高知大学教育創造センター教授
- 2005年 高知大学評議員、センター連合教授会議長
- 2007年 高知大学総合教育センター修学・留学生支援部門長
- 2008年 多摩大学経営情報学部教授
- 2009年 多摩大学国際交流副センター長
- 2010年 多摩大学学生委員会委員長
- 2011年 多摩大学経営情報学部客員教授
- 2014年 名古屋学院大学外国語学部教授